# كابه بيله (نيو برونزويك)
كابه بيله (بالإنجليزية: Cap-Pelé, New Brunswick)‏ هي قرية تقع في كندا في Westmorland County. يقدر عدد سكانها بـ 2,256 نسمة ومساحتها 23.78 كم2 .